# Есаяс Тегнер
Еса̀яс Тегнѐр (на шведски: Esaias Tegnér, [tɛŋˈneːr]) е шведски поет, писател, филолог и духовник.
Роден е на 13 ноември 1782 година край Сефле във Вермланд в семейството на селски свещеник. През 1802 година завършва Лундския университет, където остава да преподава и по-късно става професор по гръцки език. Започва да пише поезия и между 1820 и 1825 година публикува своя преработка на традиционната „Сага за Фритьоф“, която му донася международна известност. От 1824 година е епископ на Векхьо.
Есаяс Тегнер умира на 2 ноември 1846 година във Векхьо.